# Rue de Cambo
La rue de Cambo est une voie du 19e arrondissement de Paris, en France.

## Situation et accès
La rue de Cambo est une voie publique située dans le 19e arrondissement de Paris. Elle débute au 14, rue des Bois et se termine en impasse. À remarquer toutefois que si la mairie de Paris indique « rue de Cambo » pour cette voie, la plaque indique, probablement à tort, « rue Cambo ».

## Origine du nom
Elle porte le nom de Cambo, une commune des Pyrénées-Atlantiques où Edmond Rostand résidait l'été.

## Historique
Cette voie créée en 1911, sous sa dénomination actuelle, est classée dans la voirie parisienne par un arrêté municipal du 22 juin 1992.